# Textkritik

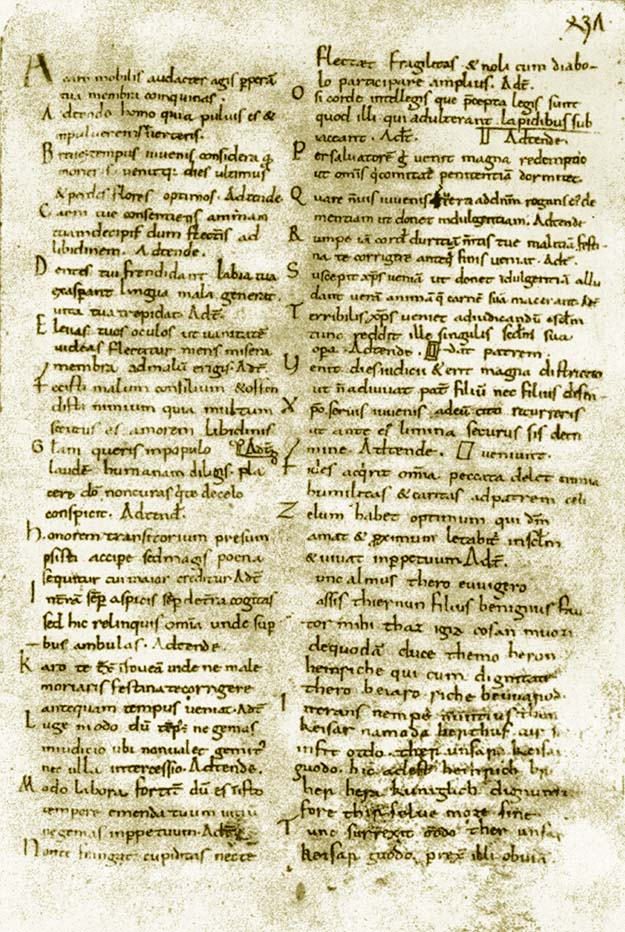
Carmina Cantabrigiensia, manuskript C, folio 436v, sångsamling från 1000-talet.

Textkritik (eller lägre kritik) är en gren av filologin som ägnar sig åt att fastställa en pålitlig version av en text, bland annat genom identifiering och avlägsnande av transkriptionsfel i handskrifter. Äldre skrifter innehåller ofta felaktigheter eller förändringar som uppstått vid kopiering av manuskript för hand. Textkritikerna försöker från en eller flera kopior, men utan originaldokumentet (arketypen eller autografen), återskapa originaltexten så nära som möjligt. Samma process kan användas för att försöka återskapa mellanliggande versioner i ett dokuments transkriptionshistoria. Textkritikerns mål är skapandet av en kritisk utgåva av en originaltext, som ligger så nära originalet som möjligt.
Inom textkritiken används det tre grundläggande tillvägagångssätt: eklekticism, stemmatologi och bastextsredigering. Idag används även tekniska inslag från den biologiska disciplinen kladistik för att slå fast förhållandet mellan handskrifter.
Termen lägre kritik används för att markera kontrasten mellan textkritik och ”högre” kritik. Den högre kritiken sysselsätter sig med att fastslå författarskap, datum och plats för skrivandet av originaltexten. Den kan anta mer spekulativa former, såtillvida att den strävar efter att rekonstruera en ursprunglig text eller till och med muntlig tradition, liksom olika skikt i en given text, utan att ha stöd av manuskript som bär vittne om att sådana tidigare versioner förelegat.

## Historia
Textkritik har utövats i över tvåtusen år. Tidiga textkritiker försökte bevara verk från antiken, och denna verksamhet fortsatte genom medeltiden fram till den tidigmoderna tiden då tryckpressen uppfanns.
Många äldre verk, som Bibeln och de grekiska tragedierna, har bevarats i hundratals olika kopior, och det är ofta oklart vilket förhållandet mellan dessa och originalet är. Textkritiker har under århundraden diskuterat vilka källor som ligger närmast originalen. Även om bibliska böcker som skrevs som brev, och de grekiska pjäserna, antagligen hade ett original är det omtvistat huruvida vissa andra bibliska böcker, som psalmerna, någonsin bestått av endast ett original.
Inom det engelska språkområdet har Shakespeares verk erbjudit ett särskilt lovande område för textkritik – dels för att texterna innehåller mycket variation, och dels för att det alltid har betraktats som värt ansträngningen och kostnaden att producera kvalitativt bättre utgåvor av hans verk. Textkritikens principer utvecklades och förfinades ursprungligen för äldre verk som Bibeln och Shakespeare, men de har även tillämpats på många andra verk, varav de äldsta sträcker sig tillbaka till de äldsta kända dokumenten i Mesopotamien och Egypten; förlagor som är upp till femtusen år gamla.

## Mål
Textkritikens mål är färdigställandet av en kritisk utgåva. En sådan utgåva innehåller en text som man försökt återskapa så lik originalet som möjligt. Texten följs av en textkritisk apparat som innehåller:
- bevisen som textkritikerna har tagit hänsyn till (handskrifters namn eller förkortningar),
- textkritikerns analys av bevisen (ibland en enkel sannolikhetsuppskattning), och
- en uppräkning över versioner som avvisats.[6]

## Process

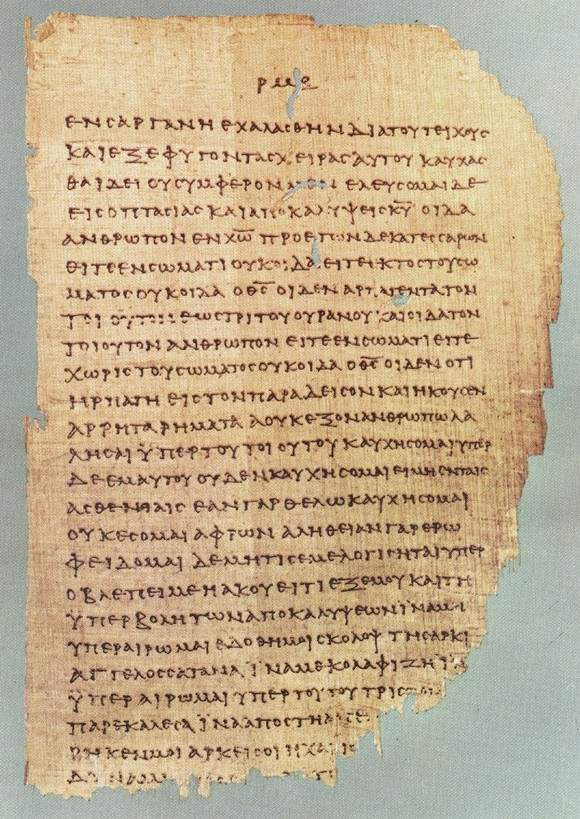
Folio från Papyrus 46, innehållande Andra Korinthierbrevet 11:33–12:9.

Innan tryckpressen uppfanns kopierades litteratur för hand, och många variationer infördes av kopierarna. Tryckpressens inträde gjorde detta yrke överflödigt. Tryckta upplagor är visserligen mindre mottagliga för felaktiga variationer såsom de som uppstår vid handskrivna kopior, men är ändå inte helt immuna mot avvikelser från originaltexten. Handskrivarna kunde råka införa felaktigheter under kopierandet, men tryckaren kan läsa eller typsätta ett verk på ett sätt som skiljer sig från originalet. Eftersom varje handkopierare eller tryckare begår olika fel underlättas återskapandet av originaltexten om en rad olika kopior är tillgängliga från olika källor. En upplaga som baseras på ett flertal sådana källor kallas eklektisk. Vissa textkritiker föredrar emellertid att basera sin kritiska upplaga på den kopia som de anser vara mest tillförlitlig, och utelämna andra källor.
När man jämför dokument, eller textvittnen, från en enda originaltext så kallas de noterade skillnaderna läsarter, eller helt enkelt varianter eller läsningar (engelska: variant readings, variants, readings). Det är inte alltid lätt att avgöra vilken variant som speglar författarens originalverk. Den textkritiska processen syftar bland annat till att förklara hur varje läsart kan ha uppstått, antingen av misstag (upprepning eller utelämnande) eller avsiktligt (harmonisering eller censur), när kopierare eller övervakare överförde författarens originalverk till ett nytt dokument genom kopiering. Textkritikerns uppgift är således att sortera de olika textvittnena och avlägsna de läsarter som sannolikt skiljer sig från originalet, och därmed skapa en ”kritisk text”, eller kritisk upplaga, som är tänkt att ligga så nära originalet som möjligt. På samma gång bör den kritiska upplagan dokumentera olika varianter så att det är tydligt för läsaren vilka kopplingar som gjorts mellan de olika varianterna. Under processen tar textkritikern hänsyn till både ”externa” bevis (ålder, härkomst och koppling mellan författarna bakom varje läsart) och ”interna” eller ”fysiska” hänsyn (vad författaren och kopieraren, eller tryckaren, med sannolikhet gjorde).
Samlingen av alla kända läsarter av en text benämns variorum, det vill säga ett textkritiskt verk där alla variationer och förbättringar ställs upp sida vid sida så att läsaren kan följa processen under vilken textkritiska beslut gjorts som förberedelse till den kritiska upplagan. Bibeln och William Shakespeares verk har varit populära föremål för variorum-upplagor, även om samma teknik har använts mer sällan på många andra verk, som Walt Whitmans Leaves of Grass, och Edward Fitzgeralds prosa.

## Eklekticism
Eklekticism kallas det att ta hänsyn till en mängd olika varianter av en originaltext för att avgöra hur originalet kan ha sett ut. Processen baseras på principen att ju mer oberoende två överförda historier är, desto mindre är sannolikheten att de innehåller samma fel. Vad den ena utelämnar behåller den andra; vad den ena lägger till lägger den andra antagligen inte till. Eklekticism låter textkritikern dra slutsatser om originaltexten baserat på de bevis som finns mellan olika läsarter.
Eklektiska läsningar ger vanligtvis även en uppskattning av antalet textvittnen till varje tillgänglig läsart. Även om en läsart som stöds av det stora flertalet textvittnen föredras i normala fall, så gäller detta inte per automatik. En andra upplaga av Shakespeare kan exempelvis inkludera ett tillägg som anspelar på en händelse som man vet har inträffat mellan de två upplagorna. I sådana fall kan textkritikern återskapa originalet utan att inkludera tillägget, trots att alla andra kopior inkluderar den.
Resultatet från processen är en text med läsarter tagna från många textvittnen. Det är inte en kopia av något enskilt manuskript, och kan avvika från det stora flertalet andra existerande kopior. I ett rent eklektiskt förfarande favoriseras inget enskilt textvittne teoretiskt. I stället förlitar sig textkritikern på externa och interna bevis om individuella läsarter.
Eklekticism, som ju inte har någon uppfattning om något enskilt manuskript a priori, har sedan 1800-talet varit den dominerande metoden för att redigera den grekiska texten i Nya testamentet (för närvarande United Bible Society, fjärde upplagan, och Nestle-Aland, tjugosjunde upplagan). De äldsta manuskripten, som är av alexandrinsk texttyp, är de mest uppskattade, och den kritiska upplagan har en alexandrinsk disposition.

### Externa bevis
Externa bevis kallas evidens kring varje fysisk variants datum, källa och förhållande till andra varianter. Textkritiker föredrar ofta de läsarter som stöds av de äldsta varianterna. Eftersom misstag har en tendens att ackumuleras torde äldre varianter innehålla färre misstag. Man tenderar även att föredra läsarter som stöds av majoriteten av alla varianter, eftersom det är mindre sannolikt att dessa speglar individuella misstag eller partiska inslag. På liknande vis föredras även de mest geografiskt spridda läsarterna. Vissa manuskript visar tecken på att just dessa har ägnats osedvanlig möda för att säkerställa en korrekt kopiering; det kan exempelvis röra sig om att alternativa läsarter har antecknats i marginalen, som tyder på att manuskriptet bygger på fler än en källa. Dessa manuskript betraktas, allt annat lika, som de bästa textvittnena.
Det finns en rad andra, mer sofistikerade, faktorer att ta hänsyn till. Läsarter som exempelvis på ett betydande sätt avviker från den tidens eller den kopierarens praxis anses vara särskilt pålitliga, då det är mindre sannolikt att en kopierare avviker på ett sådant sätt på eget initiativ.

### Interna bevis
Interna bevis kallas evidens som återfinns i själva texten, oberoende av dokumentets fysiska egenskaper. Här kan en rad olika faktorer spela in i avgörandet vilken läsart som ligger originalet närmast. Ibland kan dessa faktorer komma i konflikt med varandra.
Två vanliga faktorer har latinska namn, lectio brevior (kortare läsart) och lectio difficilior (svårare läsart). Den första är den allmänna observationen att kopieraren tenderade att lägga till ord, för tydlighetens skull eller av ren vana, oftare än han eller hon avlägsnade ord. Den andra, lectio difficilior potior (den svårare läsningen är starkare), är igenkännandet av en tendens att omedvetet göra texten inkonsistent genom försök att göra den mer harmonisk. När man använder sig av denna princip leds man till att betrakta den svårare (oharmoniska) läsningen som mer pålitlig än en "avslipad". Detta inkluderar även kopierare som förenklade eller förskönade texter som de inte förstod till fullo.
En annan tendens som skönjs hos vissa kopierare är homoioteleuton, som betyder ”samma slut”. Homoioteleuton förekommer då två ord/fraser/satser slutar med samma bokstavssekvens. Kopieraren har då, efter att ha kopierat klart den första, hoppat över till den andra och utelämnat alla mellanliggande ord. Homeoarchy betecknar hopp då inledningen på två satser liknar varandra.
Textkritikern kan även undersöka andra verk av författaren för att upptäcka ord och grammatiska konstruktioner som karaktäriserar just dennes stil. Utvärderingen av interna bevis ger även textkritikern värdefull information som underlättar utvärderingen av individuella manuskripts pålitlighet. Hänsynstagandet till interna och externa bevis hänger alltså samman.
Efter att ha tagit hänsyn till alla relevanta faktorer försöker textkritikern bestämma sig för den läsart som på bästa sätt förklarar hur de andra läsarterna kunnat uppstå. Denna läsning anses då vara mest lik originalet.

### Textkritikens kanon

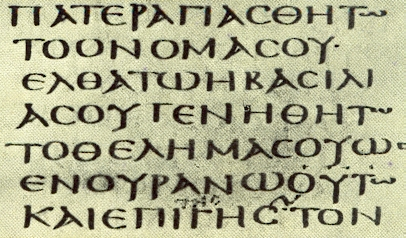
Lukas 11:2 i Codex Sinaiticus.

Olika forskare har utvecklat riktlinjer, eller kanon, för textkritiken, för att hjälpa textkritikern i processen att uppspåra den bästa läsarten av en text. En av de tidigaste forskarna som utvecklade sådana riktlinjer var Johann Albrecht Bengel (1687–1752), som år 1734 färdigställde en upplaga av det grekiska Nya testamentet. Han slog i kommentarerna till texten fast regeln Proclivi scriptioni praestat ardua, (”den svårare läsarten är att föredra”) .
Johann Jakob Griesbach (1745–1812) var en annan forskare som publicerade flera upplagor av Nya testamentet. I sin upplaga från 1796 slog han fast femton textkritiska regler. Bland dem återfinns en variant av Bengels regel Lectio difficilior potior. En annan regel var Lectio brevior praeferenda, ”den kortaste läsningen är bäst”, som grundar sig på tanken att kopierare oftare lade till än utelämnade stycken. Denna regel kan dock inte användas utan eftertanke, då vissa kopierare utelämnade material oavsiktligt.
Brooke Foss Westcott (1825–1901) och Fenton J. A. Hort (1828–1892) publicerade år 1881 en upplaga av Nya testamentet. I samband med detta presenterade de nio textkritiska regler, inklusive en variant av Bengels regel: ”Den läsart som visar tendens till att släta över svårigheter är mindre sannolik att vara den ursprungliga”. De hävdade även att ”[l]äsarter godtas eller avvisas till följd av deras kvalité och inte till följd av antalet textvittnen som stöder dem”, och att ”[d]en läsart som bäst förklarar de övrigas tillkomst är att föredra”.
Många av dessa regler utvecklades ursprungligen för textkritik applicerad på Bibeln, men kan även användas om andra texter som kan innehålla överföringsfel.

### Eklekticismens begränsningar
Eftersom textkritikens kanon är relativt öppna för tolkning, och ibland motsäger varandra, kan de användas för att rättfärdiga resultat som passar textkritikerns estetiska eller teologiska agenda. Med början på 1800-talet försökte forskare utveckla mer rigorösa metoder för att vägleda kritikerns omdöme. ”Best-text editing” (ett fullständigt förkastande av eklekticism) blev en extrem. Stemmatologi och ”copy-text editing” sökte – även om de båda fortfarande var eklektiska, i det att de låter textkritikern välja läsarter baserade på en rad olika källor – förminska subjektiviteten i förfarandet genom att välja ut en eller ett fåtal textvittnen som särskilt pålitliga, genom ”objektiva” kriterier.

## Stemmatologi

### Översikt
Stemmatologi eller stemmatik är en rigorös textkritisk metod. Karl Lachmann (1793–1851) är antagligen den enskilt mest betydelsefulla forskaren som bidragit till att utveckla och sprida metoden, även om han själv inte uppfann den (se Timpanaro, The genesis of Lachmann’s method). Metoden har fått sitt namn från ordet stemma, ”familjeträd”, som åskådliggör förhållandet mellan de kvarvarande varianterna. Familjeträdet kallas ibland även för kladorama. Metoden baseras på principen om att ”gemensamma misstag implicerar gemensamt ursprung”. Det vill säga, om två varianter innehåller en rad gemensamma misstag så är det rimligt att anta att de härstammar från samma mellanliggande källa, hyparketypen. Förhållandet mellan förlorade mellanliggande källor bestäms genom samma process, nämligen genom att placera alla manuskript (varianter) i ett familjeträd eller stemma codicum från samma enskilda arketyp. Processen varigenom stemman konstrueras kallas recension, eller på latin, recensio.
Efter att stemman har iordningställts går textkritikern vidare till nästa steg, ”selektionen” eller ”selectio”, där arketypens text fastställs genom undersökning av textvittnen från de mest närliggande hyparketyperna till arketypen, och genom att välja ut de bästa. Om en läsart förekommer oftare än en annan på samma nivå i trädet så väljs denna. Om två konkurrerande läsarter förekommer lika ofta, bedömer textkritikern på andra grunder vilken läsart som sannolikt är den rätta.
Efter selectio kan texten fortfarande innehålla fel eftersom det kan finnas passager där ingen källa har bevarat den rätta läsarten. För att finna dessa fel används examinatio. Efter att textkritikern identifierat ett fel så används metoden emendatio (ibland kallad divinatio) för att komma tillrätta med detta. Emendationer som inte stöds av någon känd källa kallas ibland konjekturala emendationer (engelska: conjectural emendations).
Selectio påminner om den eklektiska textkritiken, men appliceras på en begränsad mängd hypotetiska hyparketyper. Stegen examinatio och emendatio liknar så kallad ”copy-text editing”. De andra teknikerna kan i själva verket ses som stemmatologiska specialfall, men i vilka en rigorös familjehistoria över texten inte kan avgöras utan endast uppskattas. Om det verkar som att ett manuskript är överlägset bäst, så är ”copy-text editing” lämpligt, och om det verkar som om en grupp manuskript är ungefär lika bra, så är eklekticism en lämplig metod.
Hodges-Farstad-upplagan av det grekiska Nya testamentet är ett försök att använda stemmatologi, för vissa delar av texten.

### Begränsningar och kritik
Den stemmatologiska metoden har som utgångspunkt att varje enskilt textvittne härstammar från en och endast en föregångare. Om en kopierare använder sig av fler än en källa under kopierandet så kommer den nya kopian inte låta sig infogas i familjeträdet på ett enkelt och tydligt sätt. Inom stemmatologin kallas manuskript som härstammar från fler än en källa ”orena” (engelska: contaminated).
Metoden har som en annan förutsättning att kopierarna endast gör nya fel, och låter bli att korrigera sina föregångares förmodade fel. När en text har förbättrats av kopieraren kallas den sofistikerad, men detta försämrar metoden genom att fördunkla dokumentets förhållande till andra textvittnen, och gör det svårare att placera korrekt i stemman.
Den stemmatologiska metoden fordrar av textkritikern att gruppera manuskript utefter gemensamma fel. Det krävs därför att textkritikern kan skilja mellan felaktiga och riktiga läsarter. Detta antagande har ofta kritiserats. W. W. Greg har hävdat ”That if a scribe makes a mistake he will inevitably produce nonsense is the tacit and wholly unwarranted assumption.”
Textkritikern Joseph Bédier (1864–1938) formulerade en särskilt svidande kritik mot stemmatologin 1928. Efter att ha granskat några upplagor av medeltida franska texter som producerats med den stemmatologiska metoden fann han att textkritikerna tenderade att dela upp träden i endast två grenar. Från detta drog han slutsatsen att, eftersom det antagligen inte var en slump att träden fick endast två grenar, så tenderar metoden att producera tudelade stemman alldeles oavsett varianternas faktiska historia. Han misstänkte att textkritiker som använde sig av denna metod favoriserade träd med två grenar eftersom det ger kritikern stora möjligheter att använda sitt eget omdöme (då det inte finns någon tredje gren som kan fungera som vågmästare då de andra varianterna ger motstridiga tecken). Han lade även märke till att det för många verk var så att ett flertal rimliga stemman kunde produceras, vilket indikerar att metoden inte är så rigorös och vetenskaplig som dess förespråkare hävdar.
Den stemmatologiska metodens slutgiltiga steg är emendatio, ibland även kallat ”konjektural emendation”. Men i själva verket är det så att textkritikern använder sig av konjekturer under varje steg i processen. Vissa av de regler som utvecklats för att förminska textkritikerns eget tyckande leder inte nödvändigtvis till mer korrekta resultat. I fall med fler än två varianter på samma nivå av trädet väljer textkritikern exempelvis den dominerande läsarten. Att den ena läsarten är dominerande kan emellertid vara helt slumpmässigt, eftersom det beror på vilka varianter som överlevt och upptäckts. En plausibel läsart som förekommer mindre ofta kan icke desto mindre vara den korrekta.
Den stemmatologiska metoden antar slutligen att varje ännu existerande variant härstammar från en enda källa. Detta bortser från möjligheten att den ursprunglige författaren kan ha redigerat sitt eget arbete, och att texten således kan ha flera, lika auktoritativa, ursprungliga källor.

## Bastextutgivning

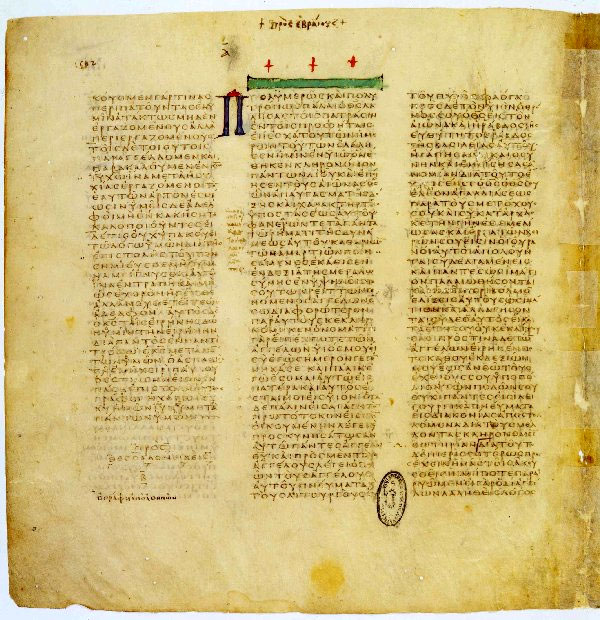
Sida från Codex Vaticanus Graece 1209, B/03.

”Bastextutgivning” (engelska ”copy-text editing”) innebär att forskaren korrigerar felaktigheter i en bastext, ofta med hjälp av andra varianter. Som bastext väljs ofta den äldsta handskriften av en text, men under tryckpressens tidiga dagar var bastexten ofta den handskrift som fanns till hands.
Med bastextmetoden undersöker utgivaren bastexten och gör korrigeringar (”emendationer”) på ställen där den ter sig felaktig. Detta kan åstadkommas genom att söka efter obegripliga passager i bastexten eller genom att söka efter bättre läsarter i andra textvittnen. Hårfina bedömningar avgörs oftast till bastextens fördel.
Den första publicerade tryckta upplagan av det grekiska Nya testamentet producerades med hjälp av denna metod. Utgivaren, Erasmus, valde en handskrift från det lokala dominikanska klostret i Basel och rättade dess uppenbara fel genom att jämföra med andra lokala handskrifter. Westcott och Horts text, som låg till grund för den reviderade upplagan av den engelska Bibeln, producerades också genom bastextmetoden, med Codex Vaticanus som bastext.

## Kladistik

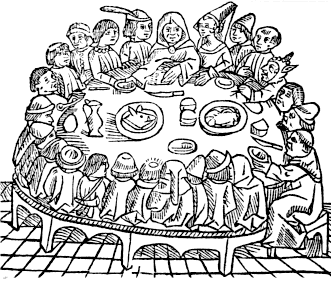
Canterbury Tales, träsnitt 1484.

Kladistik är en teknik hämtad från biologin, där den på engelska ursprungligen bar namnet phylogenetic systematics och utvecklades av Willi Hennig. Inom biologin används metoden för att bestämma evolutionära förhållanden mellan olika arter. Inom textkritiken matas text från ett antal olika manuskript in i en dator, som sedan visar skillnaderna dem emellan. Manuskripten grupperas sedan i enlighet med delade egenskaper. Skillnaden mellan kladistik och mer traditionella former av statistisk analys är den att kladistiken, snarare än att bara gruppera manuskripten i grova grupperingar i enlighet med deras allmänna likheter, i stället antar att de är delar av ett förgrenande familjeträd och använder det antagandet för att härleda deras inbördes förhållande. Detta är mer en automatiserad form av stemmatologi. När skillnader upptäcks försöker dock inte datorn bestämma vilken läsning som ligger originalet närmast, och indikerar således inte vilken gren av trädet som är ”roten” – vilken tradition av manuskript som är närmast originalet. För det ändamålet krävs andra typer av evidens.
Kladistikens största teoretiska problem vad gäller textkritik är att det vilar på antagandet att, när en förgrening sker i familjeträdet, så kan de två grenarna inte sluta sig samman igen; så alla likheter tas som intäkt för att delarna har en gemensam ursprunglig nämnare. Detta antagande är fruktbart när det gäller levande varelsers evolution, men passar inte alltid väl in i fråga om manuskripttraditioner, då en kopierare kan arbeta utifrån två manuskript på samma gång, och därmed producera en ny kopia med drag från båda två.
Mjukvara hämtad från det biologiska området har icke desto mindre använts framgångsrikt inom textkritiken; det används exempelvis av Canterbury Tales Project för att bestämma förhållandet mellan 84 överlevande manuskript och fyra tidiga upplagor av Canterbury Tales.

## Textkritik tillämpat på olika texter

### Klassiska texter
Textkritiken har utvecklats till en vetenskaplig disciplin som noggrant undersöker framför allt Bibeln – både den hebreiska och den nytestamentliga – som är ojämförligt bäst dokumenterad och brukar tillmätas en speciell betydelse, men forskarna använder även textkritiken till att bestämma det ursprungliga innehållet i klassiska texter som Platons Staten.
Källmaterialet för utombibliska klassiska texter är relativt magert vad gäller antal textvittnen, den tidsperiod som förflutit mellan dessa och författandet av originalet samt samstämmighet mellan läsarterna. Till exempel finns endast tio manuskript bevarade av Julius Caesars Kommentarer om de galliska krigen och det äldsta dateras till tusen år efter originalet. Plinius den äldres Naturalhistoria finns i sju exemplar med ett avstånd på 750 år till originalet, Thukydides Historia om det peloponnesiska kriget har åtta textvittnen, 1 300 år yngre än grundtexten, Herodotos Historia har likaså åtta textvittnen, 1 350 år yngre än grundtexten, Platons Staten finns bevarad i sju exemplar, avskrivna 1300 år efter att han själv höll i pennan och Tacitus Annaler har 20 textvittnen att uppvisa med ett tidsspann på tusen år från det ursprungliga manuskriptet. Även om dessa verks tillförlitlighet oftast tas för given bör man komma ihåg att forskare brukar anta att, allt annat lika, så innebär en längre tidsperiod mellan en originaltext och en handskrift att det finns fler förändringar. Dessa texter hör med andra ord allesammans hemma i en annan klass än Nya testamentet, vars äldsta manuskript är från tidigt 100-tal till 300-talet och alltså i en del fall är 40-60 år yngre än grundtexten.
Bäst bevarad av de antika texterna, näst efter Bibeln, är Homeros Iliaden med 643 kända textvittnen. I dessa avskrifter har 764 textrader klassats som kontrovesiella (jämfört med Nya testamentets 40 textrader).

### Bibeln

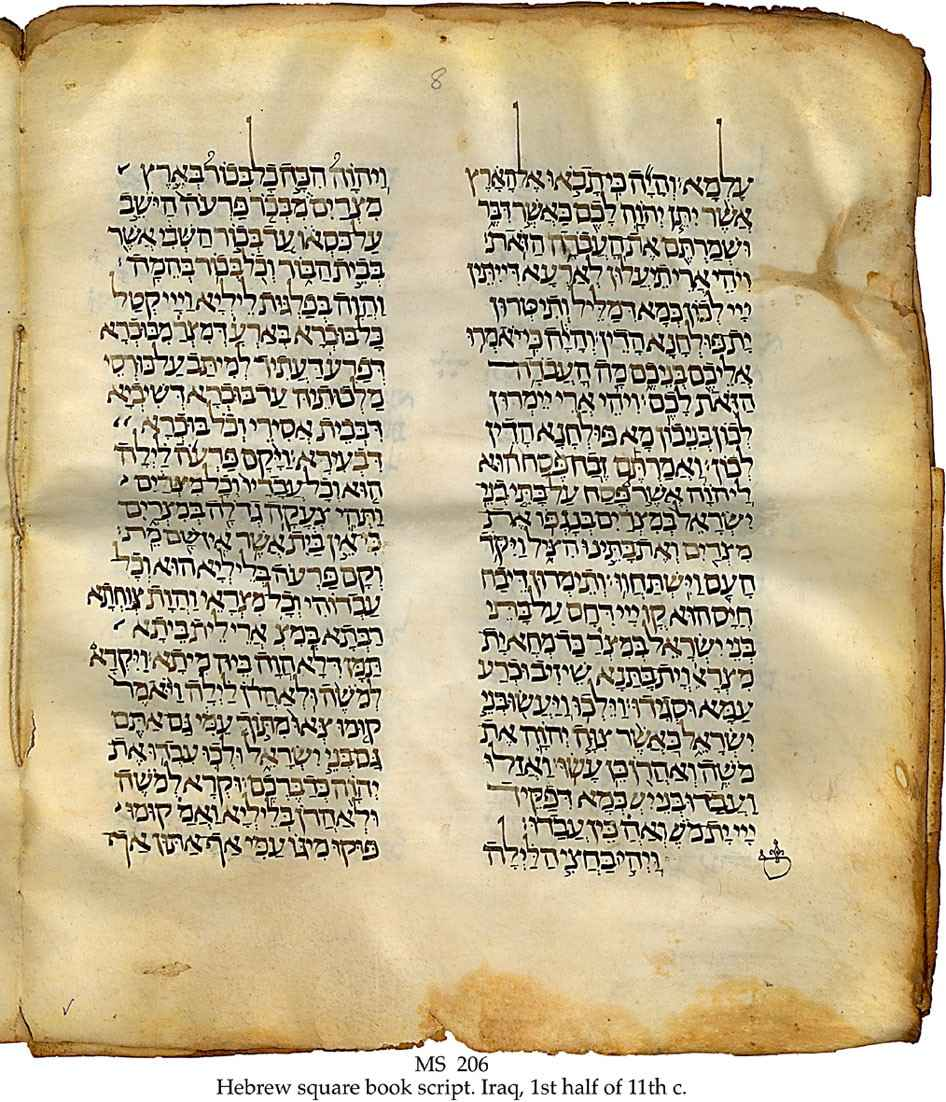
Handskrift av den hebreiska Bibeln från 1000-talet med Targum.

Textkritik tillämpat på den hebreiska Bibeln - dvs Gamla testamentet - jämför handskriftsversioner från följande källor (datumen refererar till de äldsta kända överlevande handskrifterna i varje familj):
- Dödahavsrullarna, hebreiska, arameiska och grekiska (Septuaginta och andra), olika datum c. 200-talet f.Kr.–första århundradet e.Kr.
- Septuaginta, grekiska, 300-talet f.Kr. (Codex Vaticanus men även äldre papyrusrullar).
- Vulgata, latin, tidigt 400-tal e.Kr.
- Masoretiska bibeltexten, hebreiska, 900-talet e.Kr. (bland andra Leningradkodexen).
- Samaritiska Bibeln, äldsta överlevande text från 1000-talet e.Kr.
- Peshitta, texter på syriska.
- Targum, texter på arameiska.

Mot bakgrund av den hebreiska Bibelns heliga status inom judendomen kan de som inte är insatta i textkritiska detaljer tro att texten är fri från felaktigheter, eftersom dessa texter var noggrant överförda och skrivna. Men i likhet med Nya testamentet har förändringar, felaktigheter och utelämnanden påträffats. Detta faktum förklaras genom att tidiga soferim (kopierare) inte visade texten samma vördnad som man senare gjorde.

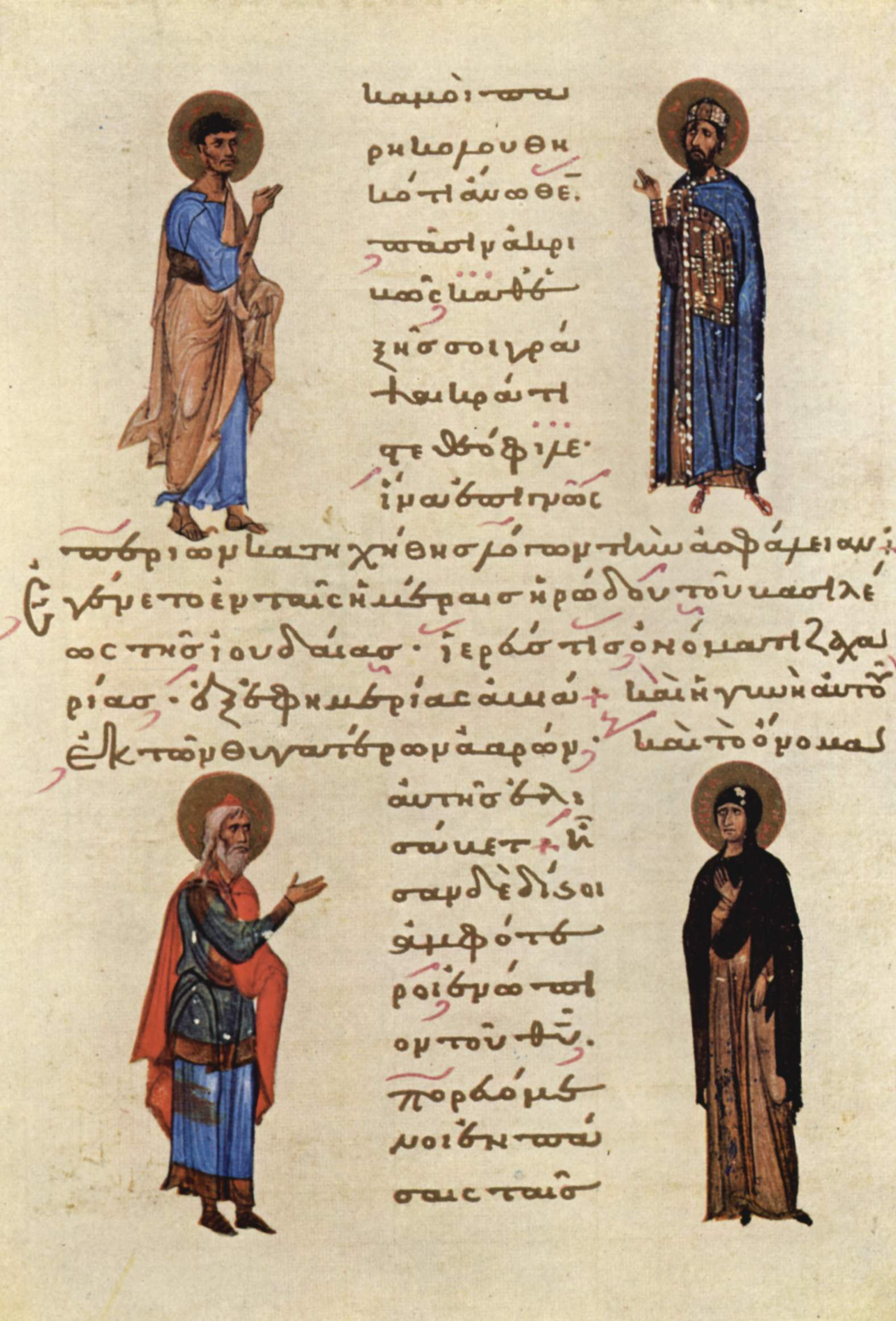
Bysantinsk illustrerad handskrift, 1020.

Nya testamentet har bevarats i över 5 300 grekiska handskrifter, 10 000 handskrifter på latin och 9 300 handskrifter på andra språk som syriska, slaviska, etiopiska och armeniska. Enbart antalet varianter utgör en stor svårighet för textkritiken, framför allt därför att den i praktiken gör stemmatologin obrukbar. Textkritiker med Nya testamentet som ämnesområde har följaktligen anammat eklekticismen efter att ha sorterat textvittnena i tre huvudgrupper, så kallade texttyper. Idag är den vanliga uppdelningen:
- Den alexandrinska texttypen utgör en grupp tidiga och respekterade texter, inklusive Codex Vaticanus och Codex Sinaiticus.
- Den västerländska texttypen är även den väldigt tidig, men dess varianter har visat sig innehålla fler parafraseringar och andra felaktigheter.[förtydliga]
- Den bysantinska texttypen är en grupp som utgör ungefär 95 % av alla handskrifter, varav de flesta är av sent datum.

Andra forskare har kritiserat den nuvarande kategoriseringen av handskrifter i texttyper och föredrar att antingen dela in handskrifterna på andra sätt eller avfärda texttypstaxonomin överhuvud.

### Ämnen
- Paleografi
- Textkritisk bibelforskning
- Lectio difficilior potior

### Textkritiska utgåvor
- Editio octava critica maior – Tischendorf-upplagan
- The Greek New Testament According to the Majority Text – Hodges & Farstad-upplagan
- The New Testament in the Original Greek – Westcott & Hort-upplagan
- Novum Testamentum Graece Nestle-Aland 27 upplaga
- Novum Testamentum Graece et Latine – Merk-upplagan
- Editio Critica Maior – Tyska bibelsällskapets upplaga
- Septuaginta – Rahlfs andra upplaga
- Biblia Hebraica Stuttgartensia – Fjärde upplagan

### Textkritiska översättningar
- The Comprehensive New Testament – standardiserade Nestle-Alands 27 upplaga[29]